# Fryderyk Florian Skarbek

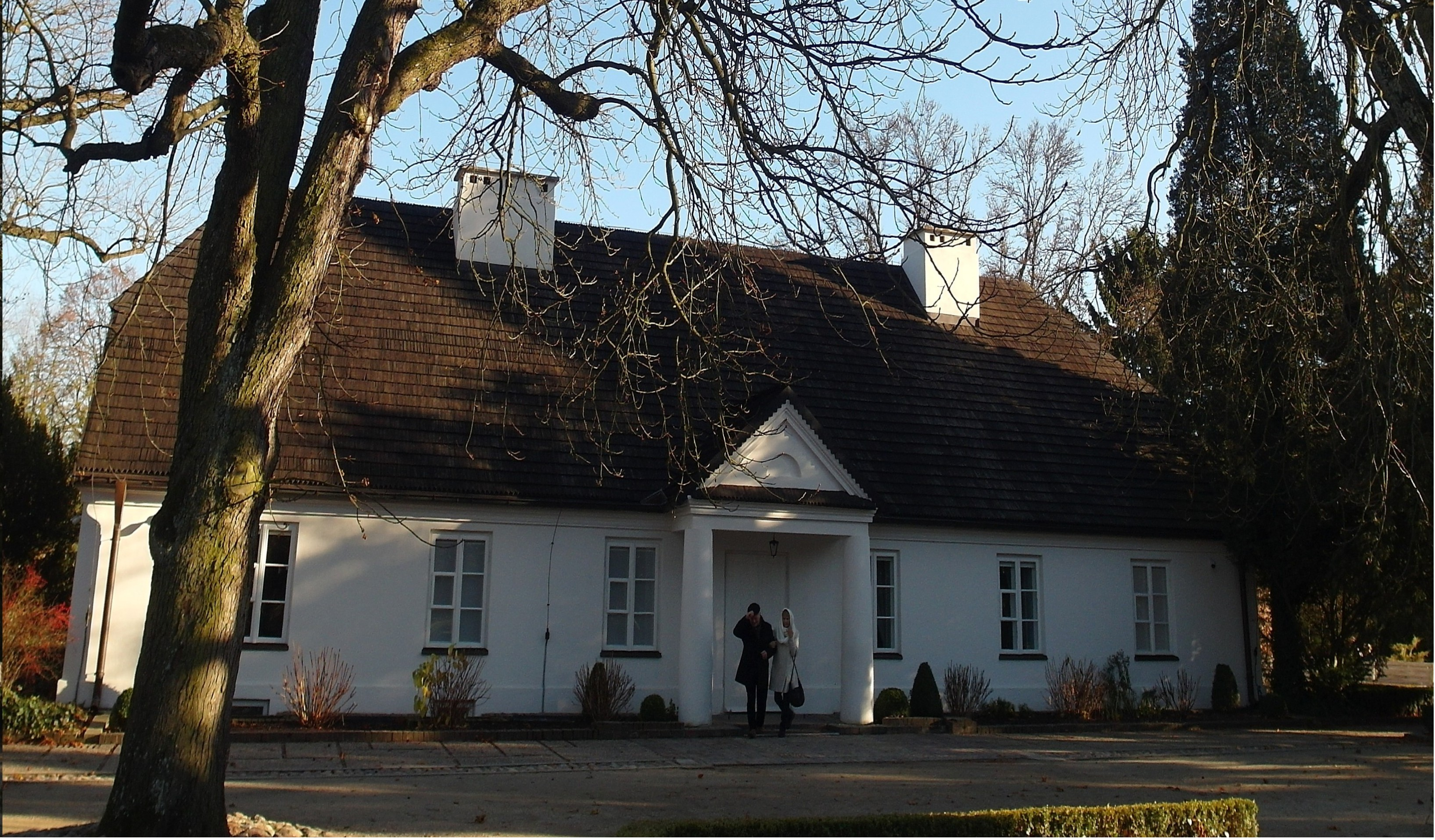
Oficyna niezachowanego Pałacu Skarbków w Żelazowej Woli, miejsce urodzin Fryderyka Chopina

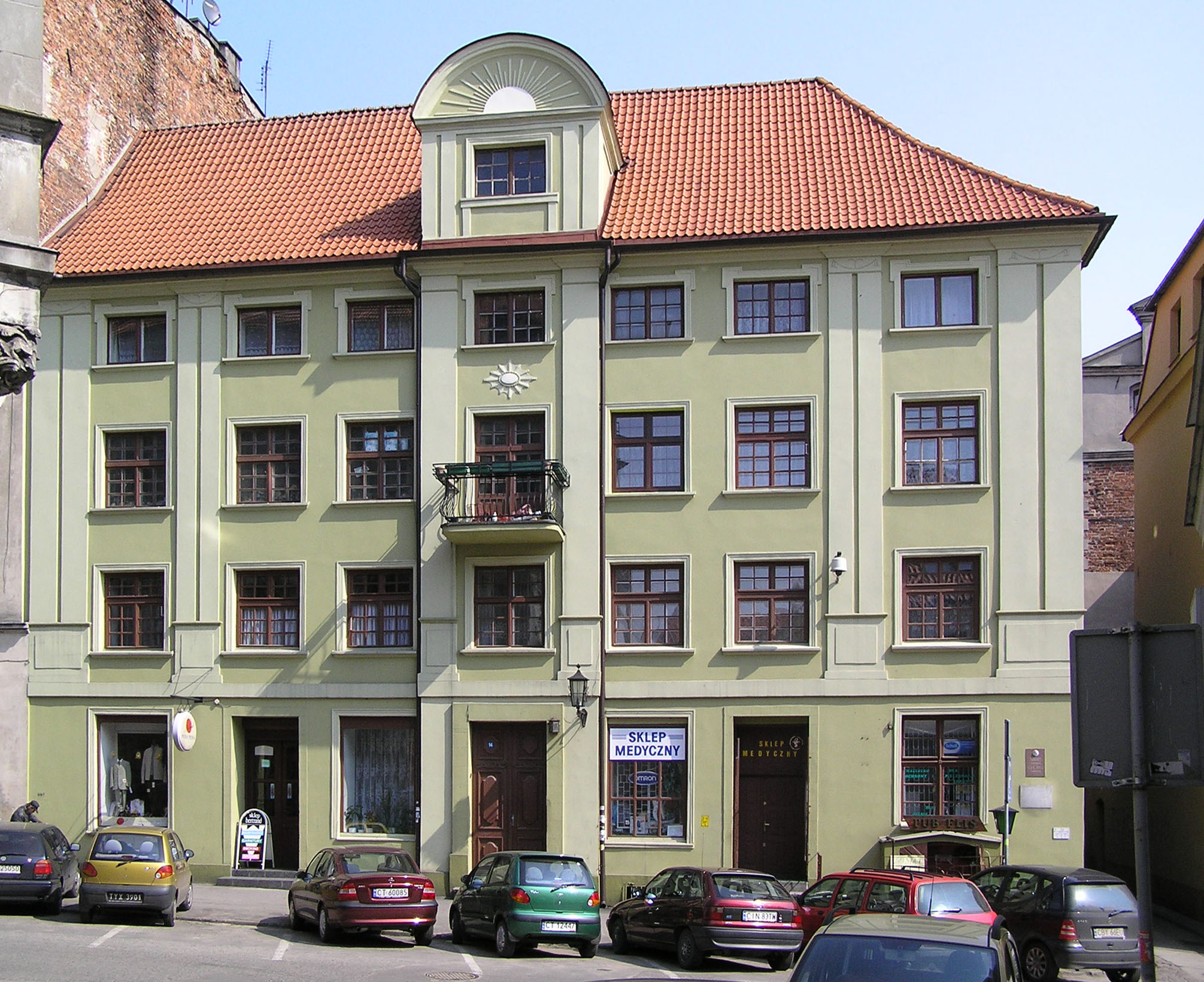
Pałac Fengerów w Toruniu – miejsce urodzin Fryderyka Skarbka

Fryderyk Florian Skarbek herbu Abdank, ps. i krypt.: Agapit Lizowicz; Autor „Pana Antoniego”; Autor „Pana Starosty”; Autor „Podróży bez celu”; Autor „Zosi Przybylanki”; F. Hr. S.; F. S.; F. S. K.; Fr. Hr. S.; Fr. Sk.; Hr. S...; Nieznajomy autor; Y** (ur. 15 lutego 1792 w Toruniu w Pałacu Fengerów, zm. 25 listopada 1866 w Warszawie) – hrabia w Królestwie Kongresowym w 1820 roku, polski ekonomista, powieścio- i dramatopisarz, tłumacz, historyk, pamiętnikarz, działacz społeczny i polityczny, malarz, prezes Heroldii Królestwa Polskiego w 1858 roku, dyrektor główny prezydujący w Komisji Rządowej Sprawiedliwości w 1856 roku, członek Rady Administracyjnej Królestwa Kongresowego, referendarz stanu, członek Rady Stanu Królestwa Kongresowego w 1830 roku, referendarz stanu, członek Komisji Najwyższej Egzaminacyjnej w Królestwie w 1829 roku, senator, szambelan.

## Życiorys
Pochodził ze szlacheckiej rodziny sięgającej korzeniami średniowiecza. Był jednym z czworga dzieci Kacpra Skarbka (kasztelanic inowrocławski, rotmistrz kawalerii narodowej) i Ludwiki z Fengerów (1765-1827), córki bankiera toruńskiego Jakuba Fengera. Dzieciństwo spędził w Toruniu, a od roku 1798 w dobrach rodzinnych w Izbicy Kujawskiej i Żelazowej Woli. Tamteż jego nauczycielem bywał Mikołaj Chopin, ojciec Fryderyka.
Po zakończeniu nauki w Liceum Warszawskim (kl. IV-VI, lata 1805–1808) i rocznym pobycie w Żelazowej Woli, rozpoczął jesienią 1809 studia ekonomiczne w Collège de France w Paryżu, które trwały do lipca 1811. Podczas studiów uczęszczał na zajęcia z języków starożytnych, prawa karnego i literatury francuskiej. W Ogrodzie Botanicznym uczestniczył w wykładach z chemii, geologii oraz upraw rolniczo-ogrodniczych. Prywatnie uczył się u C. Saint-Aubina (ekonomia polityczna) i P. Maleszewskiego (administracja).
W styczniu roku 1812 powrócił do Polski. Kilka tygodni później (luty 1812) został referentem honorowym w Wydziale Dochodów Stałych Ministerstwa Skarbu. Przez 5 miesięcy (lipiec-listopad 1812) pełnił obowiązki tłumacza w Radzie Konfederacji Generalnej, a następnie przeszedł do kancelarii Rady Ministrów. Przez kilkanaście miesięcy (1812) bezskutecznie zabiegał o stanowisko wykładowcy ekonomii politycznej w warszawskiej Szkole Prawa i Administracji.
W roku 1813 przeniósł się i zamieszkał w majątku Orły koło Żelazowej Woli. Jesienią tego samego roku (październik) został radcą sejmiku, a następnie zastępcą podprefekta powiatu sochaczewskiego (1814-1815). W roku 1817 objął stanowisko sekretarza Rady Departamentowej, a niedługo potem przewodniczącego Rady Obywatelskiej województwa mazowieckiego. W 1817 roku był marszałkiem sejmikowym powiatu sochaczewskiego województwa mazowieckiego. Kilkanaście miesięcy później (18 lipca 1818) poślubił Praksedę Gzowską (zm. 25 maja 1836). W roku 1818 (29 października) został zastępcą profesora ekonomii politycznej na Królewskim Uniwersytecie Warszawskim (Wydział Prawa i Administracji – Oddział Administracji). Od grudnia 1818 był także członkiem Najwyższej Komisji Egzaminacyjnej dla urzędników Królestwa Polskiego. W międzyczasie (styczeń 1819) został mianowany także profesorem Szczególnej Szkoły Leśnictwa. Cztery miesiące później (7 maja 1819) uzyskał stopień doktora filozofii Uniwersytetu Krakowskiego oraz został  mu nadany Doktora honoris causa Uniwersytetu Jagiellońskiego. Wkrótce potem (lato 1819) otrzymał medal za pracę konkursową wysłaną do niderlandzkiego Towarzystwa Naukowego w Haarlem. Był radcą rady wojewódzkiej województwa mazowieckiego z powiatu sochaczewskiego w 1819 roku. W maju 1820 otrzymał nominację i tytuł profesora stałego Królewskiego Uniwersytetu Warszawskiego, a 7 miesięcy później był już profesorem radnym. W roku 1821 (4 lutego) został wybrany członkiem przybranym, a niemal dokładnie 2 lata później (2 lutego 1823) członkiem czynnym warszawskiego Towarzystwa Przyjaciół Nauk. W tym okresie przejął także obowiązki konserwatora biblioteki i muzeum Towarzystwa (mieszkał wówczas w Pałacu Staszica).
W roku 1822 odbył dłuższą podróż na Śląsk, a następnie do Saksonii. W roku 1822, przejął po F. Bentkowskim, redagowanie „Pamiętnika Warszawskiego” i współredagował je (niemal przez 2 lata) z K. Brodzińskim i J. K. Skrodzkim. W roku 1826 powtórnie udał się na Śląsk, odwiedzając przy okazji Pragę.
W okresie od maja do października 1828 roku odwiedzał w zachodniej Europie (Niemcy, Niderlandy i Francja) zakłady dobroczynne i więzienia. Do roku 1830 prowadził wykłady z teorii ekonomii, administracji, finansów oraz prawa policyjnego (od roku 1826). Pracował w wydziale więzień i zakładów dobroczynności Ministerstwa Spraw Wewnętrznych. Reprezentował stronnictwo ugodowe, w chwili wybuchu powstania listopadowego przebywał w Petersburgu.
Członek Towarzystwa Królewskiego Przyjaciół Nauk w Warszawie w 1829 roku.
W marcu 1831 został członkiem Rady Tymczasowej Królestwa. Pełnił funkcje prezesa Rady Głównej Opieki Zakładów Dobroczynnych później Dyrekcji Ubezpieczeń. W 1854 został dyrektorem Komisji Sprawiedliwości.
Członek honorowy Towarzystwa Rolniczego w Królestwie Polskim w 1858 roku.
W 1858 został przeniesiony na emeryturę, co pozwoliło mu na powrót do, przerwanej w czasie służby rządowej, pracy naukowej i literackiej.
Jego zabiegi przed Heroldią Królestwa Polskiego, której później został krótko prezesem, o potwierdzenie tytułu hrabiowskiego skończyły się niepowodzeniem (nie potrafił udowodnić kilkupokoleniowej używalności tytułu). W rezultacie sporu z Heroldią car Mikołaj I nadał mu 26 marca?/7 kwietnia 1846 rosyjski dziedziczny tytuł hrabiowski. Odznaczony Orderem Świętego Stanisława III klasy w 1829 roku.
Odznaczony Orderem Świętej Anny 1 klasy z koroną, Orderem Świętego Stanisława 1 klasy, odznaką XXV lat nieskazitelnej służby.
Został pochowany na cmentarzu Powązkowskim (kwatera 173-6-1/2).

## Twórczość

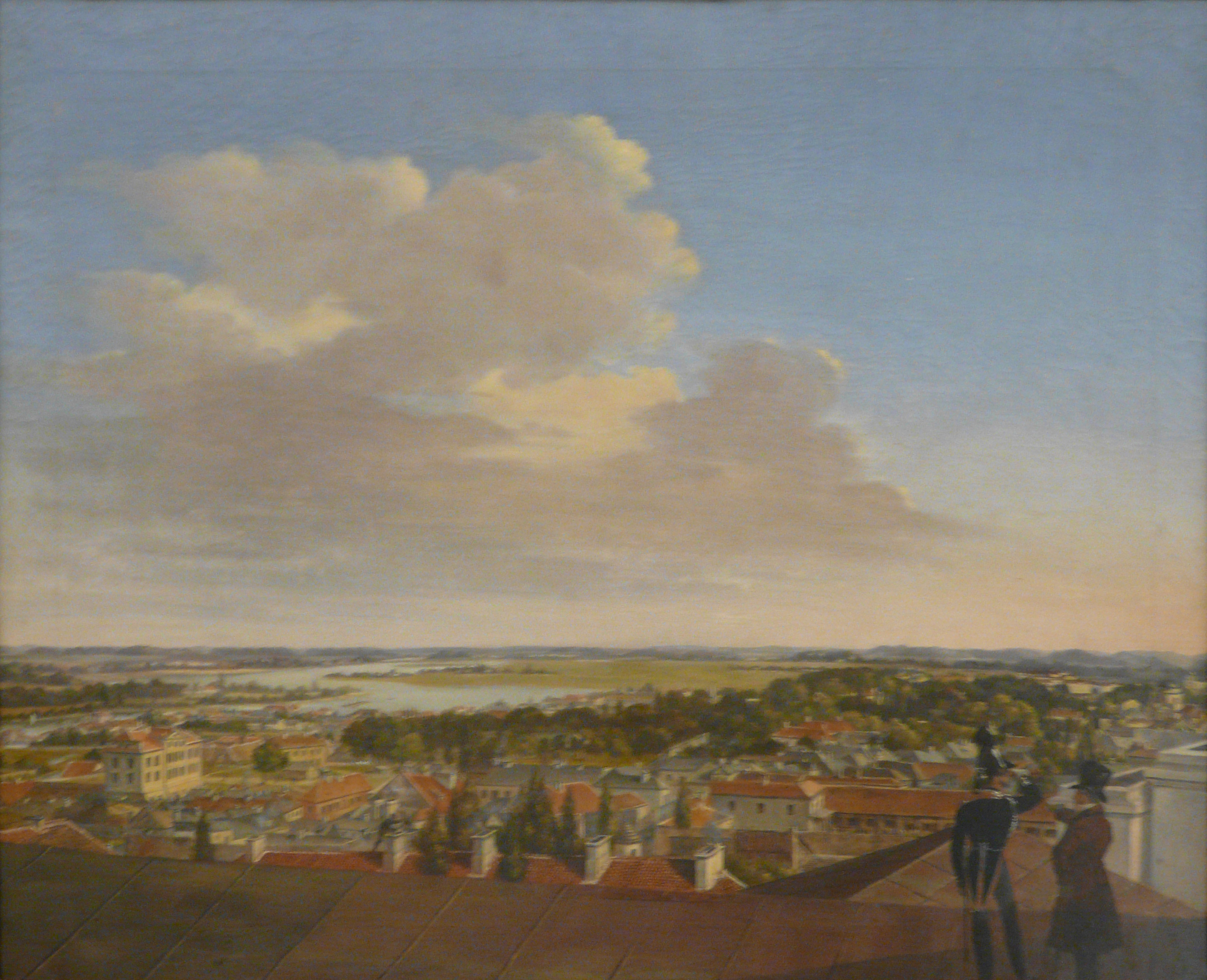
Widok Warszawy z domu Warszawskiego Towarzystwa Przyjaciół Nauk. Około 1825 – obraz autorstwa Fryderyka Skarbka

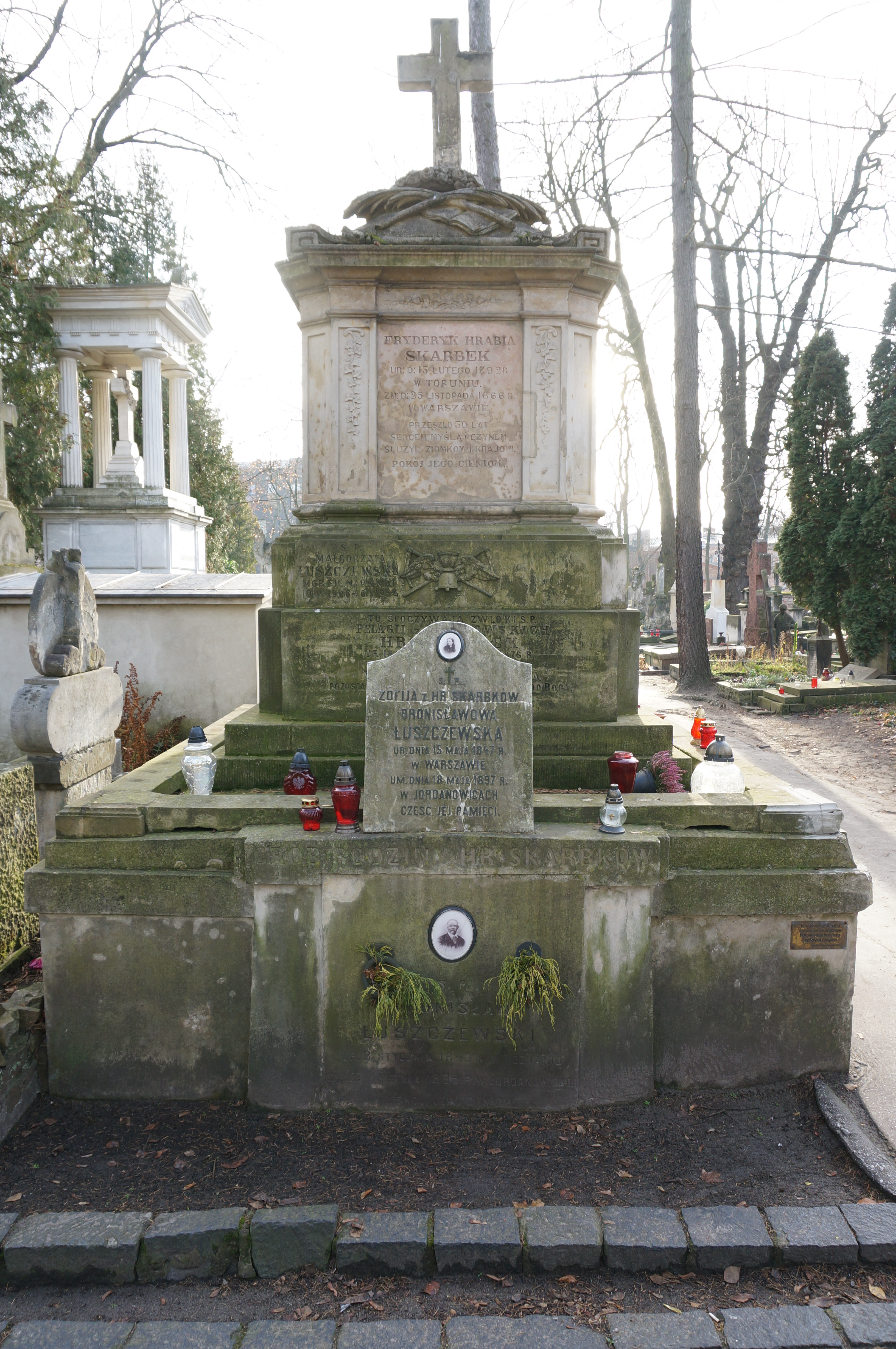
Grób Fryderyka Skarbka na cmentarzu Powązkowskim

### Wybrane dzieła naukowe
- Prace naukowe Fryderyka Skarbka dostępne w Sieci (Katalog HINT)

### Ważniejsze dzieła literackie i naukowe
1. Do JW. hrabiego Potockiego; Na mieszkanie Juliana Niemcewicza w Ameryce, wiersze wygł. 26 września 1808 na popisie uczniów Liceum Warszawskiego, „Gazeta Korespondenta Warszawskiego i Zagranicznego” 1808 nr 83, s. 1104
2. Jakie by kanały w naszym kraju bić można?, powst. Paryż 1810, wyd. zobacz Wydania zbiorowe poz. 3, t. 1; autograf: Biblioteka Uniwersytetu Warszawskiego (rozprawa przesłana warszawskiemu Towarzystwu Przyjaciół Nauk)
3. Krótki zarys ogólnych prawideł ekonomii politycznej podług Adama Smitha, powst. Paryż 1810-1811, wyd. zobacz Wydania zbiorowe poz. 3, t. 1; autograf: Ossolineum, sygn. 5544/I
4. Wiersz do wojska polskiego z okoliczności rozpoczętej wojny z Moskwą (Idźcie, waleczni, gdzie was sława woła...), „Gazeta Korespondenta Warszawskiego i Zagranicznego” 1812 dodatek 2 do nru 53 i osobno (Warszawa 1812); przedr. Z. Mocarski, „Tygodnik Toruński” 1924 nr 27, s. 2; „Gazeta Warszawska” 1924 nr 188; (w „Gazecie Korespondenta Warszawskiego i Zagranicznego” drukowano równocześnie wiersze K. Tymowskiego i F. Wężyka, pod podobnymi tytułami)
5. Panna młoda. Komedia w 3 aktach, wyst. Warszawa 31 stycznia 1813, rękopis znajdował się w Bibliotece Warszawskich Teatrów, sygn. 244
6. Gospodarstwo narodowe (cz. 1:) Elementarne zasady gospodarstwa narodowego t. 1-2, Warszawa 1820; (cz. 2:) Gospodarstwo narodowe zastosowane, czyli nauka administracji t. 1-2, Warszawa 1821; wyd. następne cz. 1: Warszawa 1931 „Biblioteka Wyższej Szkoły Handlowej” (tu w t. 1 także: Rozprawa przy rozpoczęciu kursu ekonomii politycznej w Królewskim Warszawskim Uniwersytecie czytana, 1818)
7. Chwila wesołości, „Pamiętnik Warszawski” t. 1 (1822), s. 35–46, 128–154, 248–268, 348-377 i osobno Warszawa 1822; wyd. następne zobacz poz. 52, t. 3
8. O poprawie moralnej winowajców w więzieniach. Rozprawa czytana na publicznym posiedzeniu Królewskiego Towarzystwa Przyjaciół Nauk w dniu 30 kwietnia 1822, „Pamiętnik Warszawski” t. 2 (1822), s. 170–199 i osobno warszawa 1822; wyd. następne „Rocznik Towarzystwa Warszawskiego Przyjaciół Nauk” t. 16 (1823), s. 51–83
9. Co głowa, to rozum; Prosta droga najkrótsza; Podług stawu grobla, „Pamiętnik Warszawski” t. 2 (1822), s. 389–403; t. 3, s. 40–53; wyd. następne: osobno pt. Sanszopansiana, Wrocław 1840; zobacz poz. 52, t. 6
10. Pochwała A. A. Jacyny, pierwszego sekretarza Uniwersytetu, „Posiedzenie Publiczne Królewskiego Warszawskiego Uniwersytetu dnia 31 lipca 1822 roku” (Warszawa 1822)
11. Pan Antoni cz. 1-2, Warszawa 1824; wyd. następne zobacz poz. 52, t. 5
12. Rys ogólny nauki finansów dla użytku uczniów Uniwersytetu Królewskiego Warszawskiego, Warszawa 1824; wyd. następne zobacz Wydania zbiorowe poz. 3, t. 1
13. Podróż bez celu t. 1-2, Warszawa 1824-1825; wyd. następne zobacz poz. 52, t. 5; przekł. niemiecki: E. v. Lessow: Die Reise ohne Ziel. Th. 1-2, Berlin 1845
14. Pan Starosta, powst. 1824-1825, wydano t. 1-2, Warszawa 1826; wyd. następne: zobacz poz. 52, t. 3; Warszawa 1874 „Biblioteka Najcelniejszych Utworów”; Warszawa 1914; oprac. M. Ludziński, Warszawa 1951 (według wyd. z roku 1874); przekł. niemiecki: E. v. Lessow: Der Starost und sein Nachbar. Th. 1-2, Berlin 1845
15. Ogólne zasady nauki gospodarstwa narodowego, czyli czysta teoria ekonomii politycznej, powst. w latach 1824–1825 z wykładów uniwersyteckich, przerobiono około roku 1855, wyd. t. 1-2, Warszawa 1859; wyd. następne: skrócone Warszawa 1911 „Biblioteczka Dzieł Społeczno-Ekonomicznych. Seria I: Ekonomiści polscy”; wyd. pełne oprac. K. Krzeczkowski, Warszawa 1926 „Biblioteka Wyższej Szkoły Handlowej”; oprac. W. Szubert, Warszawa 1955; autograf: Ossolineum, sygn. 5539/III; (odmienna wersja francuska zobacz poz. 16)
16. Théorie des richesses sociales suivie d’une bibliographie de l’économie politique, powst. w latach 1825–1826, wyd. t. 1-2, Paryż 1829; wyd. następne Paryż 1839-1840; przedmowę do niewydanego t. 3 ogł. W. Szubert: Studia o F. Skarbku jako ekonomiście, Łódź 1954, s. 156–165; autograf t. 3 jak wyżej sygn. 5519/III i 5537/III (przedmowa, fragm. dzieła i szkice); odmienna wersja polska zobacz poz. 15; przekł. polski; S. Lazarowa
17. Tarło. Powieść z dziejów polskich, powst. w latach 1825–1826, wyd. t. 1-3, Warszawa 1827; wyd. następne: zobacz poz. 52, t. 1; Chicago 1885; autograf: Ossolineum, sygn. 5494/III; przekł.: francuski (Paryż 1834); niemiecki (Berlin 1833)
18. Głos... miany w Bielanach d. 24 stycznia 1826 przed wpuszczeniem do grobu zwłok śp. Stanisława Staszica, Warszawa 1826; przedr. w: „Zbiór mów na obchodzie pogrzebowym ks. Stanisława Staszica”, Warszawa 1826; Pamiętniki, Poznań 1878, s. 101–104 (zobacz poz. 75); autograf: Ossolineum, sygn. 5534/I
19. Popas. Komedia w 1 akcie, powst. w latach 1826–1827, Warszawa 1829; wyd. następne zobacz poz. 60, t. 2; wyst.: Warszawa 19 października 1829, Kraków 4 lutego 1830, Poznań 1841, Bydgoszcz 27 marca 1870 (amatorsko); muzyka: S. Moniuszko (Kraków 17 października 1849)
20. O ubóstwie i ubogich, Warszawa 1827; wyd. następne zobacz Wydania zbiorowe poz. 3, t. 2
21. Damian Ruszczyc. Powieść z czasów Jana III t. 1-3, Warszawa 1827-1828; wyd. następne: zobacz poz. 52, t. 2; Chicago 1886; Gródek 1890; autograf: Ossolineum, sygn. 5496/III
22. Zdanie sprawy z podróży po niektórych krajach Europy z polecenia Rządu odbytej w zamiarze zwiedzenia zakładów dla ubogich i więzień, powst. 1828, „Pamiętnik Umiejętności Moralnych i Literatury” 1830, t. 1, s. 378–400; t. 2, s. 15–48 i osobno Warszawa 1830; wyd. następne zobacz Wydania zbiorowe poz. 3, t. 2; autograf: Ossolineum, sygn. 5529/II
23. O instytucie berlińskim dla poprawy moralnej zepsutych dzieci. (Rzecz wyjęta z rozprawy czytanej na publicznym posiedzeniu Królewskiego Warszawskiego Towarzystwa Przyjaciół Nauk d. 15 grudnia 1828), Warszawa 1829
24. Intryga w straganie, czyli mniemane terna. Krotochwila w 1 akcie ze śpiewami, wyst. Warszawa 16 października 1829; fragm. „Motyl” 1829 nr 43; całość Warszawa 1834; muzyka: W. Kratzer; rękopis: Biblioteka Czartoryskich, sygn. 4948 II; Biblioteka Warszawskich Teatrów, sygn. 1511
25. Piętnaście lat, czyli życie lokaja. Komedioopera w 3 aktach, powst. przed 6 grudnia 1829, wyst. Warszawa 29 marca 1830; rękopis znajdował się Bibliotece Warszawskich Teatrów, sygn. 1534
26. Biuraliści. Komedioopera (krotochwila) w 1 akcie, wyst. Warszawa 18 grudnia 1829, Kraków 17 listopada 1836; wyd. Warszawa 1834 „Teatra Warszawskie” nr 8
27. Historia wielu małżeństw, powiastka powstała przed rokiem 1830, „Wianek. Noworocznik na r. 1836” (Warszawa); wyd. następne zobacz poz. 52, t. 6 i osobno Wrocław 1840
28. Narzucona i odebrana, powiastka powstała przed rokiem 1830 (lub około 1840), wyd. zobacz poz. 52, t. 6; autograf: Ossolineum, sygn. 5498/II
29. Nieproszeni goście. Komedia w 1 akcie, wyst.: Warszawa 1 lutego 1830, Kraków 17 listopada 1836, Poznań 16 lutego 1849 (amatorsko); wyd. Warszawa 1834 „Teatra Warszawskie” nr 3; wyd. następne zobacz poz. 60, t. 2; rękopis: Ossolineum, sygn. 10984/I (z roku 1877)
30. Co głowa, to rozum. Komedia w 1 akcie, powst. dla teatru amatorskiego przed 15 kwietnia 1830; wyst. Warszawa 16 czerwca 1830; wyd. zobacz poz. 60, t. 2
31. Pan domu. Komedioopera w 1 akcie, wyst.: 26 kwietnia 1830, Kraków 19 marca 1844; rękopis znajdował się w Bibliotece Warszawskich Teatrów, sygn. 144, 1673; muzyka: L. Marczewski (Warszawa 4 maja 1916)
32. Życie i przypadki Faustyna Feliksa na Dodoszach Dodosińskiego, powst. w latach 1830–1831, wyd. E. Raczyński, t. 1-2, Wrocław 1838; wyd. następne: zobacz poz. 52, t. 4; Petersburg 1860 „Biblioteka Zaściankowa” nr 2 (razem z poz. 56); Warszawa 1874 „Biblioteka Najcelniejszych Utworów”; oprac. K. Bartoszyński, Warszawa 1959; autograf: Ossolineum, sygn. 5492/II; przekł. niemiecki: Berlin 1844
33. Essai de morale civique, powst. 1831, przerob. 1857, Bruksela 1860
34. Roztrzepany. Komedia w 3 aktach, wyst.: Warszawa 25 stycznia 1832, Bydgoszcz 27 marca 1870 (amatorsko); wyd. zobacz poz. 60, t. 2; rękopis: Ossolineum, sygn. 10723/I
35. Prima aprilis. Komedioopera w 1 akcie, wyst. Warszawa 1 kwietnia 1832, rękopis znajdował się w Bibliotece Warszawskich Teatrów, sygn. 1531
36. Figle panien. Komedioopera w 1 akcie, wyst. Warszawa 6 sierpnia 1832, rękopis: Biblioteka Czartoryskich, sygn. 4912 II; Biblioteka Warszawskich Teatrów, sygn. 1582; muzyka: J. Stefani
37. Zmiana mieszkań. Komedia w 1 akcie, wyst. Warszawa 12 października 1832, rękopisy znajdowały się w Bibliotece Warszawskich Teatrów, sygn. 1598, 1619
38. Ludzie nieczuli. Komedia w 3 aktach, powst. 1832, wyd. zobacz poz. 60, t. 1; rękopis: Ossolineum, sygn. 5508/I (rola Walerii); spalony w roku 1944 rękopis Biblioteki Warszawskich Teatrów, sygn. 420 posiadał datę i obsadę z roku 1832
39. Laura, czyli zalotność i obmowa. Komedia w 4 aktach, powst. 1832, wyst. Warszawa 14 kwietnia 1833; wyd. zobacz poz. 60, t. 1; rękopis: Ossolineum, sygn. 10621/I
40. Czemuż nie był sierotą? Drama w 3 aktach, wyst.: Warszawa 21 lipca 1833, Lwów 28 stycznia 1834, Kraków 8 stycznia 1835, Poznań 1838; wyd. Warszawa 1833; wyd. następne zobacz poz. 60, t. 1; rękopis: Ossolineum, sygn. 11157/I
41. Przez sen. Krotochwila w 1 akcie, wyst.: Warszawa 31 lipca 1833, Kraków 2 stycznia 1842; rękopisy: Biblioteka Jagiellońska, sygn. 4480; Ossolineum, sygn. 10403/I; muzyka: J. Daimse
42. Sumienie. Dramat w 3 aktach, wyst.: Warszawa 15 grudnia 1833, Lwów 26 września 1834; wyd. zobacz poz. 60, t. 1; rękopis: Ossolineum, sygn. 10687/I
43. Po pijanemu. Krotochwila w 1 akcie, Warszawa 1834, wyst. Warszawa 16 stycznia 1835; rękopis znajdował się w Bibliotece Warszawskich Teatrów, sygn. 1670
44. Rok 1935, czyli kobiety XX wieku. Widowisko sceniczne w 4 obrazach (komedia w 3 aktach), wyst. Warszawa 22 marca 1835; rękopis znajdował się w Bibliotece Warszawskich Teatrów, sygn. 142; muzyka: J. Daimse
45. Po trzeźwemu. Krotochwila w 1 akcie, wyst. Warszawa 19 czerwca 1835; rękopis znajdował się w Bibliotece Warszawskich Teatrów, sygn. 1684
46. Żona Fra-Diavolo. Dramat w 3 aktach, wyst.: Warszawa 13 marca 1836, Lwów 13 lipca 1836, Kraków 27 listopada 1836, Poznań 1838; wyd. zobacz poz. 60, t. 1; rękopis Teatru w Katowicach, sygn. 795 (z teatru lwowskiego 1836)
47. Z siedmiu najbrzydsza. Komedia w 3 aktach, wyst.: Warszawa 5 czerwca 1836, Lwów 2 grudnia 1836, Poznań 20 lutego 1842; wyd. zobacz poz. 60, t. 2; (według L. Angely: Von Sieben die Hässlichste)
48. Na jawie. Krotochwila w 1 akcie, wyst. Warszawa 8 marca 1837, rękopis znajdował się w Bibliotece Warszawskich Teatrów, sygn. 1725
49. Na Saskiej Kępie. Krotochwila w 1 akcie, wyst. Warszawa 17 grudnia 1837, rękopis znajdował się w Bibliotece Warszawskich Teatrów, sygn. 1737
50. Małe przyjemności pożycia, Warszawa 1839, wyd. następne zobacz poz. 52, t. 6; autograf: Ossolineum, sygn. 5497/II
51. Pan Kwiryn (lub: Strach ma wielkie oczy), czyli podejrzany. Komedia w 3 aktach, wyst. Warszawa 6 listopada 1840; wyd. zobacz poz. 60, t. 2; rękopis Teatru w Katowicach, sygn. 661 (z teatru lwowskiego 1877)
52. Powieści i pisma humorystyczne t. 1-6, Wrocław 1840; t. 7, Wrocław 1847; zawartość t. 1: poz. 17; t. 2: poz. 21; t. 3: poz. 7, 14; t. 4: poz. 32; t. 5: poz. 11, 13; t. 6: poz. 9, 27-28, 50; t. 7: poz. 56; niektóre tytuły wychodziły też w osobnych odb. (porównaj poz. 27)
53. Considérations générales sur le meilleur régime des prisons suivies d’un plan de maison pénitentiaire de Mr. Henri Marconi, Warszawa 1842
54. Na zakończenie poranków muzycznych w Pałacu Paca na rzecz ubogich (kantata), Warszawa 1843; muzyka: I. F. Dobrzyński (op. 44)
55. Po maskaradzie. Krotochwila w 1 akcie ze śpiewami, wyst.: Warszawa 20 czerwca 1844, Kraków 5 lutego 1848; rękopis: Biblioteka Czartoryskich, sygn. 5081/III; Biblioteka Warszawskich Teatrów, sygn. 1855; (według J. Bayrd, P. Dumanoir; autor muzyki nieznany)
56. Pamiętniki Seglasa, „Biblioteka Warszawska” 1844 t. 4, s. 90–133, 337–360, 473–504; 1845 t. 1, s. 19–50, 445–457, 521–543; t. 2, s. 107–134, 378–394, 613-623 i odb. Warszawa 1845; wyd. następne: zobacz poz. 52, t. 7; Petersburg 1860 „Biblioteka Zaściankowa” nr 2 (razem z poz. 32); Gródek 1890; fragmenty oprac. P. Chmielowski, Warszawa 1898 „Biblioteka Dzieł Wyborowych” nr 37; oprac. K. Bartoszyński, Warszawa 1959; autograf: Ossolineum, sygn. 5493/III (fragmenty brulionu)
57. Mowa miana przy uroczystym otwarciu Głównej Kasy Oszczędności w Warszawie w zbiorze: Dwie mowy miane..., Warszawa 1844 (razem z mową A. Kotowskiego)
58. Idées générales su la Législation pénale dans ses rapports avec le Système pénitentiaire, powst. po roku 1847, Bruksela 1848; autograf: Ossolineum, sygn. 5517/I-II
59. Zosia Przybylanka. Komedia w 3 aktach, wyst.: Warszawa 4 lipca 1847, Lwów 10 listopada 1847, Lublin 16 grudnia 1880; wyd. zobacz poz. 60, t. 2
60. Teatr t. 1-2, Warszawa 1847; zawartość t. 1: poz. 38-40, 42, 46; t. 2: poz. 19, 29-30, 34, 47, 51, 59
61. Urzędniczka. Komedia w 2 aktach, powst. około roku 1857; autograf: Ossolineum, sygn. 5507/I-II; spalony w roku 1944 rękopis Biblioteki Warszawskich Teatrów, sygn. 2108, był datowany: 1858
62. Zacny człowiek. Komedia w 3 aktach, powst. około roku 1857; autograf: Ossolineum, sygn. 5510/II (red. wierszem i prozą z datą cenzury: 1864, złożony Warszawskim Teatrom Rządowym w roku 1865)
63. Dzieje Księstwa Warszawskiego, powst. 1858, wyd. t. 1-2, Poznań 1860; wyd. następne: wyd. 2 przerobione przez autora w roku 1866, Poznań 1876 (jako t. 1-2 części 1 Dziejów Polski, zobacz poz. 72); wyd. 3 cenzur. t. 1-3, Warszawa 1897 „Biblioteka Dzieł Wyborowych” nr 8-10; autografy: Ossolineum, sygn. 5490/II (ocenzurowany rękopis wyd. 1), sygn. 5491/I (Materiały do dziejów Księstwa Warszawskiego i Królestwa Kongresowego do r. 1825 t. 1-2: wypisy z gazet, dzieł i listów), sygn. 5530/III
64. Powiastki polskie, fragm.: Łukasz Stempel. (Z prawdziwego zdarzenia), „Czas (Dod. Mies.)” 1858 t. 14, s. 116–137; Hulanka w sądzie, „Tygodnik Ilustrowany” 1860 t. 1, nr 32, s. 285–287; cały zbiór: Poznań 1861; wyd. następne: Poznań 1883; Chicago 1885; zawartość zbioru: Przedmowa; Wyprawa kujawska; Hulanka w sądzie; Łukasz Stempel; Dwie siostry; Przewoźnik; Jeniec wojenny; Jaszczułt; Mundur; Kruk; autograf: Ossolineum, sygn. 5506/I (tu ponadto: Wyprawa wołoska); kilka powiastek wydano osobno: Łukasz Stempel, Warszawa 1907 „Biblioteka Uniwersytetu Ludowego” nr 42; wyd. 2 Warszawa 1918 – Mundur. Jaszczułt, Warszawa 1907 „Biblioteka Uniwersytetu Ludowego” nr 43; wyd. 2 Warszawa 1925...
65. Lekarstwo. Komedia w 1 akcie, wyst. Warszawa około 20 czerwca 1860 (amatorsko); ogł. „Kłosy” 1865 t. 1, s. 182–184, 194–198, 206–208; autograf: Ossolineum, sygn. 5531/II
66. Gospodarstwo narodowe stosowane (t. 1), Warszawa 1860; autograf: Ossolineum, sygn. 5500/II; dzieło nieukończone
67. Wspomnienie o Warszawskim Towarzystwie Przyjaciół Nauk, „Rocznik C. K. Towarzystwa Naukowego w Krakowie” t. 27 (1860), t. 4, poszyt 3, s. 94–124 i osobno Kraków 1860
68. Cztery miniatury, „Kłosy” 1866 nr 39-42; autograf: Ossolineum, sygn. 5505/I
69. Pierścionki. Opowiadania: Dorota; Major; Dwóch konkurentów; Pan Anzelm; Gala; Kasztelan, powst. w latach 1865–1866, autografy: Ossolineum, sygn. 5505/II (tu także: Urywki) i 5541/II; opowiadanie pt. Kasztelan, „Sobótka” (Poznań) 1871 nr 19, s. 223–225; nr 20, s. 235–236; wyd. także w: H. Potworowska: Zemsta królowej. Podług Dickensa, Poznań 1872
70. Matka zalotna. Obrazek dramatyczny w 2 aktach, „Kłosy” 1866 t. 3, s. 246–248, 258–259, 282-283 i 291-293; autograf: Ossolineum, sygn. 5531/II
71. Olim. Powieść, Berlin 1866, autograf: Ossolineum, sygn. 5499/III
72. Dzieje Polski cz. 1, t. 1-2 zobacz poz. 63 (przerob. w roku 1866); cz. 2: Królestwo Polskie od epoki początku swego do rewolucji listopadowej; cz. 3: Królestwo Polskie po rewolucji listopadowej, Poznań 1877; autografy: Ossolineum, sygn. 5513/II, 5530/I, 5491/I (jak wyżej poz. 63); przeróbka francuska: Histoire du Royaume Constitutionnel de Pologne t. 1:1815-1830; t. 2: 1830-1860; autografy: Ossolineum, sygn. 5514/III
73. Małe protektorki. Komedia w 3 aktach, autograf: Ossolineum, sygn. 5509/I
74. Panny za panie. Fraszka sceniczna, autograf: Ossolineum, sygn. 5506/I
75. Pamiętniki i dzienniki: a) Dzienniki z podróży z 1809, 1822, 1826; autograf: Ossolineum, sygn. 5527/I; fragmenty pt. Notatki śląskie ogł. T. Mikulski, „Zaranie Śląskie” 1947 zeszyt 4, s. 190–195; przedr. w: Temat Wrocław, Wrocław 1961, s. 44–56; b) Pamiętniki, Poznań 1878 (wyd. niekompletne); fragmenty pt. Spełniona klątwa. Ustęp z pamiętników, „Kłosy” 1865 t. 1, nr 5, s. 50; inne fragm.: Pamiętnik; Powrót mój do kraju; Ogólny pogląd na czasy Księstwa Warszawskiego; ogł. K. W. Wójcicki, „Sobótka” (Poznań) 1871 nr 12, s. 133–135; nr 13, s. 149–151; nr 14, s. 164–166 – Z pamiętników, „Biblioteka Warszawska” 1876 t. 1, s. 181–204; t. 2, s. 17–36; 1877 t. 1, s. 62–72; t. 2, s. 395–417 – „Przegląd Lwowski” 1877 – „Przegląd Polski” 1878; autografy jak wyżej sygn. 5521-5526/I-II (obejmują lata 1792–1865) i 5528/I (dziennik podróży do Petersburga 1830); rękopis: Biblioteka PAN Kraków, sygn. 718; (Pamiętniki i dzienniki Skarbka nie zostały ogłoszono w całości).

Ponadto 2 wiersze sztambuchowe z lat 1817–1818 oraz wiersz z roku 1831 umieścił w swych Pamiętnikach (wyd. 1878, s. 78–80, 191–192, zobacz poz. 75 b); w całości lub fragmentach kilka mów. Wiersz Pomnik Franciszka Dmochowskiego na Parnasie ogł. K. W. Wójcicki, „Biblioteka Warszawska” 1871 t. 4, s. 411; wiersz bez tytułu ogł. A. Czartkowski w: Ze sztambucha Kazimiery Wołowskiej, „Ruch Literacki” 1932 nr 2.
Wystąpienia, projekty, raporty i recenzje Skarbka w Towarzystwie Przyjaciół Nauk podał w całości lub fragmentach A. Kraushar w: Towarzystwo Warszawskie Przyjaciół Nauk t. 5-8, Kraków 1904-1906.
Różne projekty i konspekty wykładów uniwersyteckich ogł. J. Bieliński: Królewski Uniwersytet Warszawski (1816-1832) t. 2, Warszawa 1911, s. 272 i następne.
Rozprawki ekonomiczne z dziedziny ubezpieczeń ogł. K. Krzeczkowski w: Rozwój ubezpieczeń publicznych w Polsce t. 2, cz. 2, Warszawa 1935. Fragmenty notat z pomysłami do różnych pism ogł. tenże w przypisach do „Pism pomniejszych”, t. 1, s. 516–519; t. 2, s. 393–398, 401-406 (zobacz Wydania zbiorowe poz. 3). Dwa pisma ekonomiczne z 1820 i 1840 ogł. W. Szubert w „Dodatku” do: Ogólne zasady nauki gospodarstwa narodowego t. 2, Warszawa 1955, s. 458–478 (zobacz poz. 15).
Utwory i przekłady oraz artykuły i rozprawy ogł. w czasopismach: Biblioteka Warszawska (1841-1858); „Bibliothèque Universelle” (tu wersja francuska rozprawy: O sposobie zapobiegania nędzy uboższych klas ludności za pomocą zakładania osad rolniczych, kwiecień 1821); „Czas” (tu: Ogłoszenie konkursu na historię finansów dawnej Polski, 1860 nr 162); „Gazeta Codzienna” (1854 nr 32, 51); „Gazeta Korespondenta Warszawskiego i Zagranicznego” (1812, recenzja teatralna); „Gazeta Warszawska” (tu: Raport o więzieniach Królestwa Polskiego, 1832 nr 60; Antoni Brodowski, 1832 nr 91); „Kurier Warszawski” (1827 nr 102, s. 416–417); „Orzeł Biały” (tu: Słowo o wyborach, 1820 t. 1, nr 4; Pan Ignacy, 1820 t. 2, nr 9; Cnotliwy urzędnik, 1820 t. 2, nr 12; jako dodatek do rocznika 1820: O radach obywatelskich); „Pamiętnik Religijno-Moralny” (1854 t. 26); „Pamiętnik Umiejętności Moralnych i Literatury” (1830); „Pamiętnik Warszawski” (1815-1818, 1822-1823; tu: bajki, 1816 t. 1-2, 1817 t. 2-3; publicystyka satyryczna, 1817 t. 7-8; rozpr. społeczno-ekonomiczne); „Pamiętnik Warszawski Umiejętności Czystych i Stosowanych” (1829); „Pismo Zbior. J. Ohryzki” (tu: Bitwa pod Raszynem. Ustęp, 1859 t. 1, s. 197–206); „Przyjaciel Dzieci” (tu: Spacery po ulicach Warszawy, 1862 nr 42, 46, 51, 60, 69); „Rocznik Towarzystwa Naukowego Kraków” (1860); „Rocznik Towarzystwa Warszawskiego Przyjaciół Nauk” (1822-1825 t. 15-18; tu m.in.: Rys zasług ks. Adama Czartoryskiego, 1825 t. 18 oraz rozprawy społeczno-ekonomiczne); „Revue Encyclopédique” (Paryż, wrzesień 1828); „Rozrywki dla Dzieci” (tu: Nekrolog Emilii Chopin, 1827 t. 4, nr 41, s. 236–240); „Sybilla Nadwiślańska” (tu: Listy z Warszawy, 1821, t. 1, nr 1-2, 4-5); „Sylwan” (1820 t. 1, s. 104–114); „Tygodnik Polski” (1832-1833); „Zbiór urządzeń i wiadomości tyczących się ubezpieczeń w Królestwie Polskim” (1843 t. 2, s. 160–167) – artykuły i rozprawy społeczno-ekonomiczne z czasopism przedr. Pisma pomniejsze t. 1-2, Warszawa 1936-1937 (zobacz Wydania zbiorowe poz. 3).
Ponadto J. I. Kraszewski (Wybór pism, Oddz. 10, Warszawa 1894, s. 15) przypisywał Skarbkowi autorstwo powieści: Pan unterlejtnant Wojciech. Romans oryginalny, Warszawa 1826 – podpisanej w druku krypt. A. B. (Adam Borowski?).

### Przekłady
1. Bulletin de la Diète (de la Confédération du Royaume de Pologne), Warszawa 1812 nr 1-34; Skarbek był jednym ze współtłumaczy Diariusza sejmowego
2. Anakreon: Pieśni; przekł. ukończony w roku 1814, Warszawa 1816
3. Ch. Ganilh: O dochodzie publicznym ludów starożytnych, średniego wieku i nowoczesnych, a w szczególności o Francji i Anglii od środka 15-go do 19-go wieku, przekład powst. 1814, fragmenty, „Pamiętnik Warszawski” t. 2 (1815), s. 223–230 (przedmowa); przedr. zobacz Wydania zbiorowe poz. 3, t. 1; całość t. 1-2, Warszawa 1816 (także przekł. S. Kłokockiego)
4. J. Capo d’Istria: Zdanie sprawy o Instytucie p. de Fellenberg w Hofwylu Najjaśniejszemu Cesarz. Aleksandrowi w miesiącu październiku 1814 podane, Warszawa 1816
5. Ch. Ganilh: Dykcjonarz ekonomii politycznej własnymi uwagami znacznie pomnożony, przekład powst. około roku 1825, Warszawa 1828 (właściwie: 1826-1828 w kolejnych zeszytach); francuski oryginał Skarbek w wielu miejscach przerobił i uzupełnił oraz dodał „Przedmowę”, „Krótki rys historii i literatury ekonomii politycznej” i ponad 20 haseł-artykułów; dodatki przedr. zobacz Wydania zbiorowe poz. 3, t. 1.

### Prace edytorskie
1. J. Kitowicz: Wyimki z rękopisma o obyczajach za czasów Augusta Trzeciego, „Pamiętnik Warszawski” t. 4-5 (1823).

### Wydania zbiorowe
1. Powieści i pisma humorystyczne t. 1-6, Wrocław 1840; t. 7, Wrocław 1847; zawartość zobacz Ważniejsze dzieła poz. 52
2. Teatr t. 1-2, Warszawa 1847; zawartość zobacz Ważniejsze dzieła poz. 60
3. Pisma pomniejsze, wyd. K. Krzeczkowski, t. 1-2, Warszawa 1936-1937 „Biblioteka Szkoły Głównej Handlowej”; zawartość: pisma drukowane w czasopismach i osobno oraz pozostałe w rękopisach (2 artykuły ogł. „Ekonomista” 1932 nr 2, s. 93–105) – t. 1: Pisma ekonomiczne (przedr.: 16 artykułów z czasopism, 2 publikacji osobnych i ogł. 9 rękopisów; tu m.in.: Ważniejsze dzieła poz. 2-3, 12; Przekłady poz. 3, 5 i recenzja Gospodarstwa narodowego) – t. 2: Pisma społeczne (przedr.: 13 artykułów z czasopism, 2 publikacji osobnych i ogł. 6 rękopisów; tu m.in.: Ważniejsze dzieła poz. 20, 22).

### Listy i materiały
1. Do S. B. Lindego 2 listy z roku 1810, rękopis: Biblioteka Jagiellońska, sygn. 3468
2. Do Komisji Wyznań Religijnych i Oświecenia Publicznego z 6 września 1818, ogł. T. Wierzbowski: Materiały do dziejów piśmiennictwa polskiego t. 2, Warszawa 1904, s. 186–187
3. Do Rady Uniwersytetu Warszawskiego z 1 grudnia 1819, ogł. J. Bieliński: Królewski Uniwersytet Warszawski t. 2, Warszawa 1911, s. 440
4. Listy z lat 1826–1866, m.in. do: G. Cuvier, Ł. Gołębiowskiego, K. Kosseckiego, F. K. Łabęckiego, K. Trębickiego, W. Łuszczewskiego i do Institut de France; rękopis: Ossolineum, sygn. 5539/II
5. Do Stanisława Grabowskiego z 9 kwietnia 1828, ogł. J. Bieliński: Królewski Uniwersytet Warszawski t. 2, Warszawa 1911, s. 441
6. Do Komisji Rządowej Spraw Wewnętrznych 2 listy z roku 1828, ogł. K. Krzeczkowski: Pisma pomniejsze t. 2, s. 398–400
7. Do księgarzy z lat 1829–1866, m.in. do: E. Flatau, P. Gambu, Gebethnera i Wolffa, L. Hachette, B. Jańskiego, Th. Lesigne, J. Lewińskiego, J. Milikowskiego, H. Natansona, S. Orgelbranda, J. B. A. Paulin, Z. Schlettera, M. B. Wolffa i J. K. Żupańskiego; rękopis: Ossolineum, sygn. 5540/II
8. Do F. Wężyka z roku 1858, rękopis: Ossolineum, sygn. 12321/III
9. Do J. I. Kraszewskiego 6 listów z lat 1859–1862, rękopis: Biblioteka Jagiellońska, sygn. 6478 IV – do K. W. Wójcickiego z roku 1859, rękopis: Biblioteka Jagiellońska, sygn. 7833 IV
10. Do L. Wołowskiego z lutego 1860, rękopis: Ossolineum, sygn. 5522/I; ogł. W. Szubert: Studia o F. Skarbku jako ekonomiście, Łódź 1954, s. 174–175
11. Do J. Chęcińskiego z lat 1860–1866, rękopis: Ossolineum, sygn. 4360/II
12. Do min. Płatonowa list z roku 1861(?), ogł. w: Pamiętniki, Poznań 1878, s. 312–313 (zobacz Ważniejsze dzieła poz. 75 b)
13. Do redakcji Kłosów z lutego roku 1866, „Kłosy” 1866 nr 37
14. Do J. Lelewela, rękopis: Biblioteka Jagiellońska, sygn. 4435
15. Do nieznanego adresata, rękopis: Ossolineum, sygn. 5427/III
16. Od Komisji Wyznań Religijnych i Oświecenia Publicznego z 18 sierpnia 1818, ogł. J. Bieliński: Królewski Uniwersytet Warszawski (1816-1832) t. 2, Warszawa 1911, s. 439
17. Od P. Maleszewskiego z lat 1820–1821 (bruliony), rękopis znajdował się w Bibliotece byłej Wyższej Szkoły Handlowej w Warszawie
18. Od K. Brodzińskiego 4 listy z lat 1821–1824, ogł. B. Gubrynowicz: Ze studiów nad życiem i pismami K. Brodzińskiego, „Księga pam. ku uczczeniu 250 rocznicy założenia Uniwersytetu Lwowskiego” t. 1, Lwów 1912, s. 27–29 i odbitki
19. Od sekretarza stanu list z roku 1826, ogł. w: Pamiętniki jak wyżej poz. 12, s. 105
20. Od B. Jańskiego z 15 lipca 1829, rękopis: Ossolineum, sygn. 5540/II, ogł. W. Szubert: Studia o F. Skarbku jako ekonomiście, Łódź 1954, s. 151–154 – 2 listy z roku 1837, ogł. E. Callier: Bogdan Jański..., Poznań 1876, s. 122–128
21. Od F. Morawskiego, rękopisy: Biblioteka Jagiellońska, sygn. 3460, 9930 – list z 2 sierpnia 1848 (dat. błędnie: 1858!), ogł. K. W. Wójcicki, „Biblioteka Warszawska” 1871 t. 1, s. 403 i w odb. (s. 18)
22. Od J. Łempickiego z 12 grudnia 1854, ogł. T. Żychliński: Złota księga szlachty polskiej rocznik 25, Poznań 1903, s. 127
23. Od R. Mohla list z roku 1860, ogł. w: Pamiętniki jak wyżej poz. 12, s. 304–305
24. Metryka chrztu dat. 15 lutego 1792; akt ślubu z Pelagią Rutkowską dat. 30 kwietnia 1838; 3 akty nominacyjne (na szambelana, 1831; na członka Rady Tymczasowej, 1831; na dyrektora sprawiedliwości, 1854); akt nadania tytułu hrabiowskiego, 1846; akt dziękczynny urzędników przy ustąpieniu ze służby publicznej; ogł. T. Żychliński jak wyżej poz. 22, s. 121–127
25. Nominacja na profesora stałego Uniwersytetu Warszawskiego, dat. 30 maja 1820, ogł. T. Wierzbowski jak wyżej poz. 2, s. 194
26. Autobiografia dat. 19 września 1823, ogł. J. Bieliński jak wyżej poz. 2, s. 437–440 (tu także inne dokumenty z okresu uniwersyteckiego)
27. Trzy wykazy stanu służby z lat: 1842, 1847, 1854; rękopis: Archiwum Główne Akt Dawnych (Akta Dyrekcji Ubezpieczeń), ogł. J. Łazowski, „Ekonomista” 1923 nr 1, s. 67–74
28. Dokumenty osobiste, rękopis: Ossolineum, sygn. 5698/II
29. Bruliony listów, notatki, zapiski i regestr wydatków; rękopisy: Ossolineum, sygn. 5541-5543/I-II, 5545/I.

Bardziej szczegółową bibliografię twórczości Skarbka zestawił (według notat C. Walewskiego) K. W. Wójcicki: F. hr. Skarbek, Warszawa 1873, s. 69–65. Informację o rękopisach w Ossolineum podała Z. Żebrowska: Wiadomość o rękopisach F. Skarbka, „Rocznik Zakładu Narodowego im. Ossolińskich” t. 1 (1927), s. 735–744 i odb. (Lwów 1927).
Rękopisy Skarbka znajdują się w następujących bibliotekach: Biblioteka Narodowa, Biblioteka PAN w Krakowie, Książnica Miejska w Toruniu, Muzeum Mickiewicza w Paryżu (sygn. 962, 971), Ossolineum (tu m.in. sygn. 4986/I, 5427/III, 5501-5504/I-III: pisma ekonomiczne, 5511-5512/I,III: wiersze, 5520/I: Une Médecine. Proverbe en 1 acte, 5532/III: urywki i pomysły do komedii oraz 5535-5536/II, 5538/I, 5544/I, 5546/I: pisma ekonomiczne), Biblioteka Poznańskiego Towarzystwa Przyjaciół Nauk (sygn. 336).

## Wybrane opracowania nt. twórczości Skarbka

### Biografia i pamiętniki
1. „Gazeta Korespondenta Warszawskiego i Zagranicznego” 1808 nr 80, s. 1061–0162
2. „Gazeta Warszawska” 1808 nr 80, s. 1329–1331
3. F. Chopin: Korespondencja, wyd. i oprac. B. E. Sydow, t. 1-2, Warszawa 1855
4. K. W. Wójcicki: Cmentarz powązkowski p. Warszawą t. 3, Warszawa 1858
5. S. K. Kossakowski: Monografie historyczno-genealogiczne niektórych rodzin polskich t. 2, Warszawa 1860, s. 136–139
6. K. Wł. W. (Wójcicki): F. hr. Skarbek, „Kłosy” 1865 nr 3
7. „Biblioteka Warszawska” 1866 t. 4, s. 484
8. F. Krupiński: F. hr. Skarbek, „Tygodnik Ilustrowany” 1866 t. 2 (14), nr 378-379
9. A. Wiślicki: F. Skarbek, „Przegląd Tygodniowy” 1866 s. 387
10. K. W. Wójcicki: Nekrolog, „Kłosy” 1866 t. 15, nr 74.

### Opracowania twórczości
1. K. W. Wójcicki: F. hr. Skarbek, „Biblioteka Warszawska” 1871 t. 1, s. 219-399(?); t. 4, s. 403 i następne i odb. rozszerzone (Warszawa 1873)
2. K. Wojciechowski: Przyczynek do dziejów reakcji przeciw wszechwładztwu uczucia po r. 1820, „Pamiętnik Literacki” rocznik 4 (1905), s. 275–278
3. Pec: Rozbiór działalności literackiej F. Skarbka (streszczenie), „Muzeum” 1906 t. 2, s. 136–137
4. K. Kaszewski: (Wstęp do) Anakreon, Warszawa 1907
5. Z. Mocarski: Młodzieńczy wiersz F. Skarbka, „Tygodnik Toruński” 1924 nr 27; „Gazeta Warszawska” 1924 nr 188
6. J. Korpała: Za kulisami młodej Warszawy literackiej przed powstaniem listopadowym, „Pamiętnik Literacki” rocznik 28 (1931), s. 563–564
7. J. Ujejski: Dzieje polskiego mesjanizmu do powstania listopadowego włącznie, Lwów 1931
8. A. Czartkowski: Ze sztambucha Kazimiery Wołowskiej, „Ruch Literacki” 1932 nr 2
9. B. Suchodolski: Kultura i osobowość, Warszawa 1935, s. 369–378, 644
10. Z. Libera: Pisarze liberalizmu polskiego, „Towarzystwo Naukowe Warszawskie. Sprawozdanie z Posiedzeń Wydziału I Językoznawstwa i Historii Literatury” rocznik 42 (1949), s. 83–87.

### Utwory powieściowe

#### Monografie
1. A. Słapa: F. Skarbek jako powieściopisarz, Kraków 1918 „Prace Historyczno-Literackie” nr 9
2. K. Bartoszyński: O powieściach F. Skarbka (Warszawa 1963) Instytut Badań Literackich PAN. Historia i Teoria Literatury. Historia Literatury” nr 8.

#### Pozostałe
1. (Chwila wesołości. Rec.): „Gazeta Literacka” 1822
2. (Pan Antoni. Podróż bez celu. Rec.): „Dziedzilia, czyli Pamiętnik Płocki” 1824; F. S. Dmochowski, „Biblioteka Polska” 1825 t. 1
3. (Pan starosta. Rec.): F. S. Dmochowski, „Biblioteka Polska” 1826 t. 1
4. K. Nakwaska: O romansach historycznych z powodu nowego dzieła F. Skarbka pt. Tarło, „Gazeta Polska” 1827 nr 49 i następne
5. (Tarło. Rec.): F. S. Dmochowski, „Biblioteka Polska” 1827 t. 3; „Gazeta Polska” 1827, s. 198–206
6. J. I. Kraszewski: O polskich romanso-pisarzach, „Wizerunki i Roztrząsania Naukowe” 1836 nr 11
7. (Życie i przypadki Faustyna Dodosińskiego. Rec.): S. T., „Tygodnik Literacki” 1838
8. (Powieści i pisma humorystyczne. Rec.): K. Libelt, „Tygodnik Literacki” 1841.

### Utwory dramatyczne
1. (Panna młoda. Rec. teatr.): „Gazeta Warszawska” 1813 nr 14, s. 205
2. (Intryga w straganie. Rec. teatr.): „Gazeta Polska” 1829 nr 304; T. „Gazeta Warszawska” 1829 nr 316
3. (Biuraliści. Rec. teatr.): T. „Gazeta Warszawska” 1829 nr 343; „Kurier Polski” 1829 nr 18
4. (Piętnaście lat. Rec. teatr.): „Dekameron Polski” 1830 nr 10, s. 30; T. „Gazeta Warszawska” 1830 nr 88
5. (Pan domu. Rec. teatr.): „Dziennik Powszechny Krajowy” 1830 nr 116
6. (Czemuż nie była sierotą? Rec. teatr.): „Rozmaitości” (Lwów) 1833 nr 34, 49; „Gazeta Krakowska” 1835 nr 8-9
7. (Sumienie. Rec. teatr.): „Rozmaitości” (Lwów) 1834 nr 5, s. 41
8. (Żona Fra-Diavolo. Rec. teatr.): T. „Gazeta Krakowska” 1836 nr 276
9. (Nieproszeni goście; Biuraliści. Rec. teatr.): T. „Gazeta Krakowska” 1836 nr 288, 297
10. (Zosia Przybylanka. Rec. teatr.): „Dziennik Mód Paryskich” 1847 nr 26, s. 271; „Ruch Muzyczny” 1862 nr 52, s. 828.

### Pisma ekonomiczno-społeczne i historyczne
1. (Gospodarstwo narodowe. Rec.): „Orzeł Biały” 1820 t. 5, s. 217–222; „Dekada Polska” 1821 s. 237–240
2. (O ubóstwie i ubogich. Rec.): „Gazeta Polska” 1827 nr 187
3. (Dykcjonarz ekonomii politycznej. Rec. przeróbki): F. Bentowski(?), „Pamiętnik Warszawski Umiejętności Czystych i stosowanych” 1829 t. 1
4. List Polaka w Paryżu bawiącego, „Gazeta Polska” 1829 nr 63
5. (Théorie des richesses sociales... Rec.): „Figaro” (Paryż) 1829 nr 43
6. Uwagi nad częścią wyjątku z raportu F. Skarbka O więzieniach Królestwa Polskiego, umieszczoną w nr 60 „Gazety Warszawskiej” 1832 r.
7. L. Bianchini: Miscellanea di economia, Neapol 1836 (o Théorie des richesses sociales...)
8. C. G. Coquelin, G. U. Guillaumin: Dictionnaire de l’économie politique t. 1, Paryż 1852
9. (Ogólne zasady nauki gospodarstwa narodowego. Prospekt): „Biblioteka Warszawska” 1858 t. 3, s. 471–472
10. (Dzieje Księstwa Warszawskiego. Rec.): L. Siemieński, „Czas. Dodatek Miesięczny” 1859 t. 16, s. 494–511.